# سيهيتيبيبري
سيهيتيبيبري سيوسختاوى (بالإنجليزية: Sehetepibre)‏. (أيضا سيهتيببر الأول) كان فرعونًا مصريًا من الأسرة الثالثة عشر خلال أوائل الفترة الانتقالية الثانية، ومن المحتمل أن يكون الملك الخامس أو العاشر من الأسرة الثالثة.